# Andreï Bourkovski
Andreï Vladimirovitch Bourkovski (Андре́й Влади́мирович Бурко́вский), né le 14 novembre 1983 à Tomsk, est un acteur russe de théâtre et de cinéma). Depuis 2014, il appartient à la troupe du théâtre d'art de Moscou,.

## Biographie
Il naît en 1983 à Tomsk dans la famille d'un entrepreneur. Il étudie au lycée académique de Tomsk où il commence à jouer au club des joyeux débrouillards (fameux jeu télévisé d'humoristes, dit KVN), se produisant dans la troupe scolaire « les éclats d'étoiles ». Après avoir terminé ses études secondaires à l'été 2000, il entre à l'institut de droit de l'université d'État de Tomsk dont il est diplômé en 2005. Il joue encore dans l'équipe Maximum du KVN où il est finaliste en 2003 et champion en 2004 dans l'équipe Mégapolis. Il parvient en demi-finale en 2006 et en finale en 2007 et parvient à la troisième place en 2008 et en 2009.
En avril 2009, il crée La Fabrique du rire (« СмехЗавод »), un site internet consacré à l'humour, mais il ferme à la fin de l'année. La même année, avec son partenaire d'équipe Mikhaïl Bachkatov, il est invité à participer à une émission télévisée de sketchs humoristiques où il joue un métrosexuel : Danila Fox, le millionnaire Viouchkine, le jeune marié Valera, etc. Il présente à partir de mars 2016 l'émission Nie Fakt sur la chaîne Zvezda.
En 2010, il entre à l'école-studio du théâtre d'art de Moscou et assiste aux cours d'Igor Zolotovitski et Sergueï Zemtsov. Il en sort diplômé en 2014 et est pris dans la troupe de ce théâtre.
Il est marié depuis 2008 et père d'un garçon et d'une fille.

## Filmographie
- 2009-2013 —  (Даёшь молодёжь!), l'entraîneur de la salle de gym, le stomatologue, le métrosexuel, le père Valera, le millionnaire, le vampire...
- 2013-2014 — La Cuisine (Кухня, série télévisée): Ilia Vladimirovitch (2e et 3e saisons)
- 2013-2015 — Le Dernier des Mohicans (Последний из Магикян): Egor Chtcherbakov (1-5 saisons)
- 2015 — Le Pensionnat Conte ou Miracles inclus (Пансионат «Сказка», или Чудеса включены): Andreï
- 2015 — Pari sur l'amour (Ставка на любовь): Kostia
- 2015 — La Société des optimistes anonymes (Общество анонимных оптимистов) (court-métrage): Boris
- 2016 — Pouchkine (Пушкин, série télévisée): Grigori Baranov
- 2017 — Adaptation (Адаптация, série télévisée): Roman
- 2017 — La Légende de Kolovrat (Легенда о Коловрате): Rostislav
- 2017 — Les Nouveaux sapins de Noël (Ёлки новые): Igor
- 2018 — Appelez DiCaprio! (Звоните ДиКаприо!): Lev Ivanovski
- 2018 — Tobol (Тобол): l'officier prisonnier Johan Gustav Renat
- 201} — Le Chauffeur sobre (Трезвый водитель): Stanislav
- 2020 — Illusions mortelles (Смертельные иллюзии): Denis
- 2020 — Une heure avant l'aube (За час до рассвета, série télévisée): Denis Jouravliov
- 2020 — La Belle au rendez-vous (Красотка в ударе): Ilia
- 2020 — Pour le premier venu (За первого встречного): Anton Ignatov
- 2020 — Docteur Lisa (Доктор Лиза): Sergueï
- 2020 — Un homme bien (Хороший): Boris Lebedev
- 2020 — Les Passagers (Пассажиры): Nikita le programmeur
- 2021 — Mediator (Медиатор): Andreï Pavlov
- 2021 — Moloko (Молоко): Serioja
- 2021 — Bender: la dernière affaire (Бендер: Последняя афера), l'illusionniste
- 2021 — Le Fonctionnaire (Чиновник): Maxime Edouardovitch
- 2021 — La Ligne solaire (Солнечная линия): le mari
- 2022 — Amore More: Gueorgui
- 2022 — La Femme de Tchaïkovski (Жена Чайковского): le prince Vladimir Mechtcherski
- 2022 — Nina (Нина, série télévisée): Kostia, troisième mari de Nina
- 2022 — Je suis sur ma lancée! (Я на перемотке!): Maxime
- 2023 — Le Vainqueur du vent (Повелитель ветра): Rakitine
- 2024 — Le Vaisseau volant (Летучий корабль): Paul
- 2024 : Limonov, la ballade : Ievgueni Ievtouchenko